# ملعب بيدرو ماريرو
ملعب بيدرو ماريرو هو ملعب متعدد الاستخدام يقع في هافانا عاصمة كوبا . غالبا ما يتم استخدامه لمباريات كرة القدم . يسع الملعب لجلوس 28 ألف متفرج . تم افتتاح الملعب في سنة 1929 .